# Ségontiaques
Les Ségontiaques (latinisé en Segontiaci) était un petit peuple celte de la protohistoire de l’île de Bretagne (actuelle Grande-Bretagne), installé dans l’estuaire de la Tamise. Leur existence est attestée par des inscriptions sur des monnaies et par Jules César dans ses Commentaires sur la Guerre des Gaules (Livre V), contre lequel il résistèrent. Ils finirent par capituler en 54 av. J.-C. alors que les armées de César combattaient celles de Cassivellaunos.

## Protohistoire
« Voyant les Trinovantes protégés contre Cassivellaunos et mis à l’abri de toute violence de la part des troupes, les Cénimagnes, les Ségontiaques, les Ancalites, les Bibroques et les Casses députent à César et se soumettent. Par eux, il apprend qu’il n’est pas loin de la place forte de Cassivellaunos, qui est défendue par des forêts et des marécages et où se trouve un rassemblement assez considérable d’hommes et de bétail. Ce que les Bretons appellent place forte, c’est une forêt d’accès difficile, et qui leur sert de refuge habituel pour éviter les incursions de leurs ennemis. César y mène ses légions : il trouve un endroit singulièrement bien fortifié par la nature et par l’art ; pourtant, il l’attaque vivement de deux côtés. L’ennemi, après une courte résistance, céda devant l’impétuosité de notre assaut et s’enfuit par un autre côté de la place. On trouva là beaucoup de bétail, et bon nombre de fuyards furent pris ou tués. »
— Jules César, Commentaires sur la Guerre des Gaules, livre V, 21.
Un autre peuple celte, portant le même nom aurait résidé dans l’actuel Pays de Galles et aurait été client des puissants Ordovices. Mais le lien entre les deux peuples est inconnu. Le sens de leur nom est probablement peuple « puissant », la racine celtique sego signifiant « fort, victorieux ».

## Sources
- Wikisource : Jules César, Commentaires sur la Guerre des Gaules, livre V

- John Haywood, Atlas historique des Celtes, trad. Colette Stévanovitch, éditions Autrement, coll. Atlas/Mémoires, Paris, 2002,  (ISBN 2-7467-0187-1).
- Venceslas Kruta, Les Celtes, Histoire et dictionnaire, Éditions Robert Laffont, coll. « Bouquins », Paris, 2000,  (ISBN 2-7028-6261-6).
- Maurice Meuleau, Les Celtes en Europe, GML (Éditions Ouest-France), Paris, 2004,  (ISBN 2-7028-9095-4).
- Consulter aussi la bibliographie sur les Celtes et la bibliographie de la mythologie celtique.